# Onconotus servillei
Onconotus servillei là một loài côn trùng thuộc họ Tettigoniidae. Loài này có ở Hungary và România.